# Green Lantern
Green Lantern (im deutschsprachigen Raum früher auch Grüne Laterne und Grüne Leuchte) ist ein Comicheld aus den US-amerikanischen DC Comics. Die erste Green Lantern wurde von dem Autor Bill Finger und dem Zeichner Martin Nodell erschaffen und hatte ihren ersten Auftritt im Juli des Jahres 1940 in All-American Comics #16. Es gab im Laufe der Jahre verschiedene Personen, die als Green Lantern auftraten. Der bekannteste von ihnen ist wohl Hal Jordan, der im Oktober 1959 im Comic Showcase #22 seinen ersten Auftritt hatte. Hal Jordan wurde von John Broome und Gil Kane erschaffen.

Green-Lantern-Logo

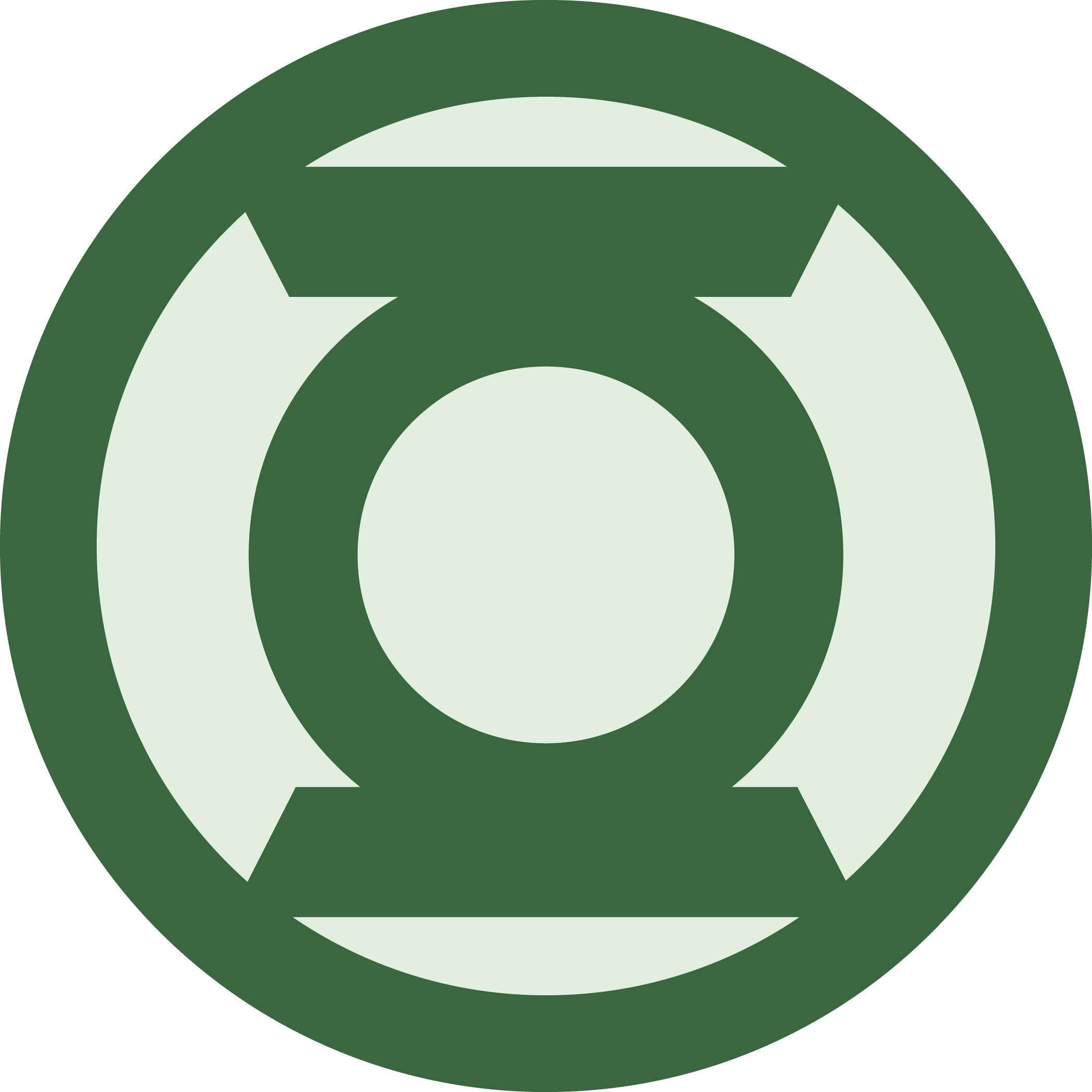
Green-Lantern-Symbol

Zu Green Lantern wurden auch mehrere Achterbahnen in den USA gebaut. Diese stehen in den Parks der Six-Flags-Gruppe.

## Geschichte und Hintergrund

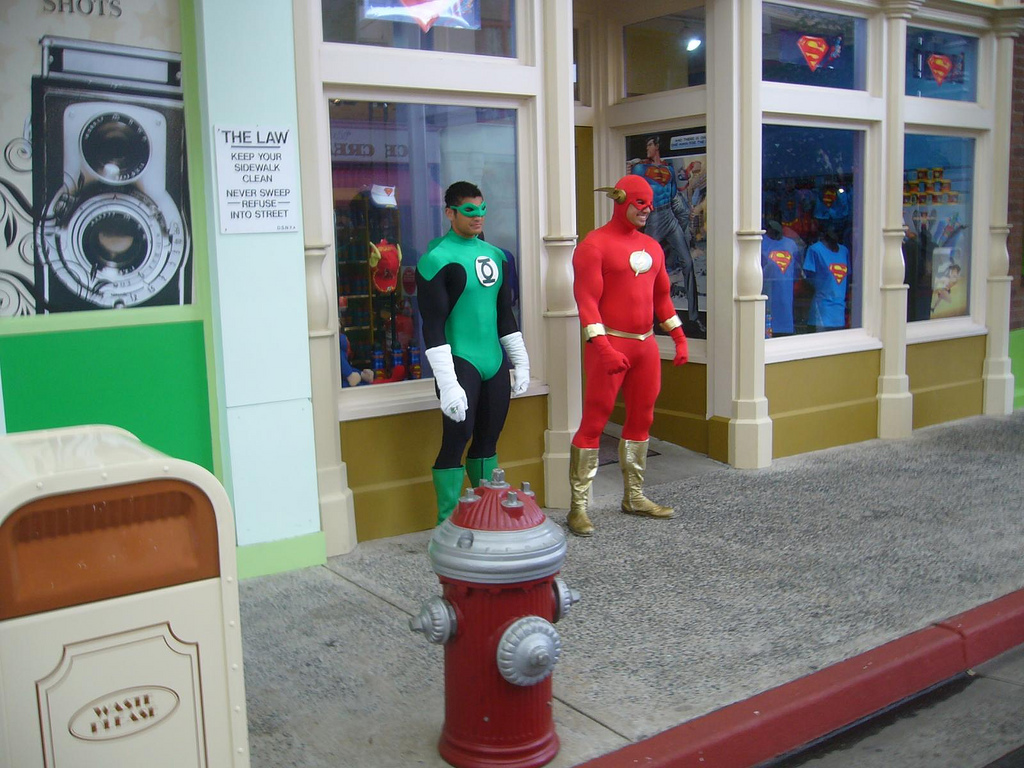
Als Green Lantern (links) und The Flash (rechts) verkleidete Statisten im Themenpark Warner Bros. Movie World

### Fähigkeiten und Hintergrund der Figur
Die Green Lanterns beziehen ihre besonderen Kräfte nicht aus einer außerirdischen Herkunft oder einer Mutation, sondern aus einer hochentwickelten, außerirdischen Technologie in Form eines Ringes. Bei der ersten Green Lantern Alan Scott war der Ring nicht außerirdischer Herkunft, sondern magischer Natur. Mit Hilfe dieses Rings können Green Lanterns alles, was sie sich vorstellen können, materialisieren.
Die erste Green Lantern Alan Scott hatte jedoch die Einschränkung, dass seine Kräfte nicht auf Holz einwirken konnten und alle 24 Stunden durch Kontakt mit einer grünen Laterne (deswegen auch der Name des/der Helden „Green Lantern“) aufgeladen werden mussten. Scotts Laterne, in deren Inneren das Starheart ruhte, das Scotts Ring die Macht gab, war magischer Natur.
Die zweite Green Lantern Hal Jordan und die späteren Green Lanterns hatten das Problem mit der Holzbeeinflussung nicht mehr, konnten jedoch aufgrund einer zwingend notwendigen gelben Unreinheit in ihren Batterien keinen Einfluss auf alles Gelbe nehmen. Bis zur Zerstörung der Zentralbatterie des Green Lantern Corps mussten alle Ringe innerhalb von 24 Stunden mit der grünen Laterne wieder aufgeladen werden. Dieses Green Lantern Corps wurde erstmals in Green Lantern (Vol. 2) #9 (1961) eingeführt. Es ist eine Art galaktische Polizeitruppe, die von Außerirdischen, die sich „Wächter“ nennen, gegründet worden war. Diese Wächter, eine uralte Rasse, hatten mit ihrer Macht die Ringe erschaffen. Die Wächter hatten ihre gesamte magische Energie in eine Zentralbatterie auf ihrem Planeten Oa gebündelt, von wo aus sie auf die Ladebatterien der einzelnen Green Lanterns übertragen werden konnte. Das 24-Stunden-Limit sollte ursprünglich die Macht der Laternen beschränken.

### Irdische Grüne Laternen im Zeitablauf

#### Alan Scott

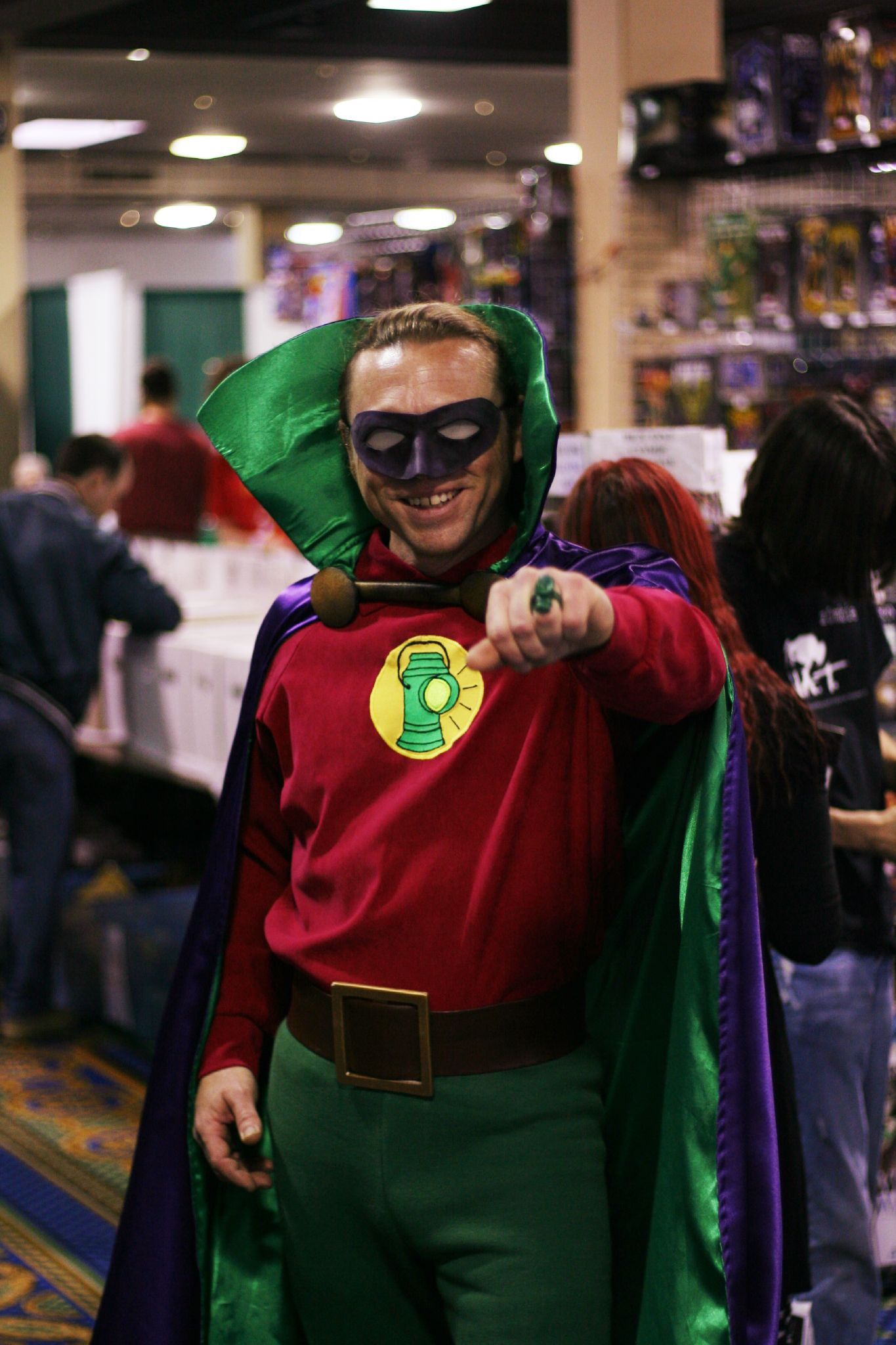
Fan im Green-Lantern-Kostüm von Alan Scott (2007)

Die erste Green Lantern war Alan Scott. Er hatte seinen ersten Auftritt im Juli des Jahres 1940 in All-American Comics #16.
Scott war Ingenieur eines Zugunternehmens. Bei einer Testfahrt eines neuen Prototyps entgleiste aufgrund einer Sabotage seitens der Konkurrenz der Zug. Alan Scott hielt sich an der grünen Zuglaterne fest und überlebte wie durch ein Wunder. Er stellte fest, dass die Laterne magische Kräfte hatte, und schmiedete sich unter Anweisung des Bewusstseins der magischen Lampe, in der sich das Starheart befand, einen magischen Ring. Er nannte sich fortan Green Lantern und bekämpfte mit der JSA (Justice Society of America) die Nazis und andere Bösewichte des Golden Age der Superhelden. Alan Scotts Ring hatte eine Schwäche gegen Holz.
Später, im Anschluss an die Krise der Parallelerden, erhielt die magische Laterne Scotts eine Vorgeschichte, die Alan Scott (besser) in die zwischenzeitlich etablierte Kontinuität der späteren Green Lanterns bzw. deren Green Lantern Corps integrierte. Demnach gab es bereits vor Alan Scott eine Green Lantern auf der Erde, Yalan Gur, einen Einwohner des Antiken Chinas. Dieser hatte sein Kostüm an die damaligen Kleidungsstile seiner Heimat angepasst. Als er von der Macht seines Ringes korrumpiert wurde, änderten die Wächter des Universums, die Gründer des Green Lantern Corps, – ohne Wissen Gurs – die Gelbschwäche seines Ringes in eine Schwäche gegen Holz, weil die damaligen primitiven menschlichen Waffen auf der Erde zumeist aus diesem Material waren, sodass Yalan Gur von den Menschen aufgehalten werden konnte. Als Gur verwundet von der Erde flog, starb er und fiel wieder zur Erde zurück, wobei sein Wesen in seine Green-Lantern-Batterie aufgesogen wurde. Die Batterie fiel als grüner Komet zur Erde, wobei ihr Bewusstsein beschädigt wurde. Ein Mann namens Chang formte eine Laterne aus dem Meteor. Jahrhunderte später formte ein Lampenmacher namens Billings eine moderne Zuglaterne daraus, die 1940 für die Testfahrt eines neuen Zugprototyps, an dessen Entwicklung der Ingenieur Alan Scott beteiligt war, eingesetzt wurde. Als Alan Scott wegen der Lampe das Zugunglück bei der Testfahrt des Prototyps überlebte, erinnerte sich das Bewusstsein in der Lampe nicht mehr an seine eigene Vorgeschichte, jedoch unbewusst an das modifizierte Kostüm ihres vormaligen Besitzers, sodass sie Alan Scott dazu brachte, ein daran angelehntes Kostüm zu kreieren (wodurch erklärt wird, dass Alan Scotts Kostüm nicht so aussieht, wie das aller anderen Green Lanterns).
Später sollte sich herausstellen, dass die Laterne (Starheart) ein eigenes Bewusstsein hatte und sich deren Kräfte sowohl auf Alan Scott als auch dessen beide Kinder (Todd & Jenny Lynn Hayden, Letztere ist wegen ihrer grünen Haut auch unter dem Namen Jade bekannt) übertragen hatte.

#### Hal Jordan
Die zweite Green Lantern wurde Harold „Hal“ Jordan. Er hatte seinen ersten Auftritt 1959 in Showcase #22.
Hal Jordan war Testpilot, der bei einem simulierten Flug samt Flugsimulator von grünem Licht erfasst und zur Absturzstelle des Raumschiffs der aktiven im Sterben liegenden Green Lantern Abin Sur gebracht wurde. Die außerirdische Green Lantern (Abin Sur) überreichte ihm seinen Ring und ernannte ihn zur „Green Lantern des Raumsektors 2814“ (und damit auch der Erde). Jordans Ring hatte – wie alle Ringe von Green Lanterns – eine Schwäche gegen die Farbe Gelb und musste alle 24 Stunden aufgeladen werden.
Um Hal Jordan wurde erstmals die Saga um das Green Lantern Corps eingeführt (zu dem Alan Scott noch nicht gehörte).
Hal Jordan wurde zur strahlendsten Green Lantern des ganzen Corps. Alle Ringe des Corps hatten eine Schwäche gegen Gelb, und zwar aufgrund einer gelben Unreinheit in ihren Energie-Batterien (verursacht durch den in der Zentralbatterie auf Oa eingeschlossenen Parallax). Der ehemalige Mentor von Jordan, Sinestro, wandte sich gegen das Corps und erhielt einen gelben Energiering, mit dem er Jordan oft verbissen entgegentrat.
Als im Zuge der Doomsday-Saga um Supermans Tod Hal Jordans Heimatstadt, Coast City, von Mongul zerstört wurde, wollte Jordan mehr Macht von den Wächtern, um die Stadt und die Menschen wiederzubeleben. Als die Wächter ihm dies verwehrten, tötete Jordan alle Green Lanterns, die sich ihm in den Weg stellten, und fast alle Wächter, nahm ihnen die Ringe ab und wurde durch ein Bad in der Zentralbatterie vom fast allmächtigen Parallax besessen. Anschließend zerstörte er in Green Lantern (Vol. 3) #48 (1994) die Zentralbatterie. Sein Wunsch, das Geschehen umzukehren, führte zur Zero Hour (deutsch etwa: Stunde Null), dem Ende des Universums, das nur mit der vereinten Hilfe aller Helden des DC-Universums gestoppt werden konnte. Parallax verschwand daraufhin spurlos.
Wieder sah man Hal Jordan/Parallax als ein Sonnenfresser (Sun-Eater) die irdische Sonne zu vernichten drohte – während des Final Night-Handlungsstrangs. Die letzte Green Lantern, Kyle Rayner, überredete Jordan zu helfen. Dieser opferte sich, indem er zum einen die Sonne an der Supernova hinderte, zum anderen den Sun-Eater zerstörte. Hal Jordan starb dabei und kam in ein Reich zwischen Himmel und Hölle, das Fegefeuer.
Auf der Suche nach Buße wurde Jordan als Geist zurück auf die Erde gebracht, um in der Storyline Das jüngste Gericht als Wirt für die personifizierte Rache Gottes, den Spectre, zu dienen.
Als der Green Lantern Corps durch Kyle Rayner wieder erschaffen wurde, und damit auch die Wächter und die Green Lanterns, erhielt Hal Jordan seinen Ring zurück und vertritt nun wieder den Raumsektor 2814 im Corps.

#### Guy Gardner

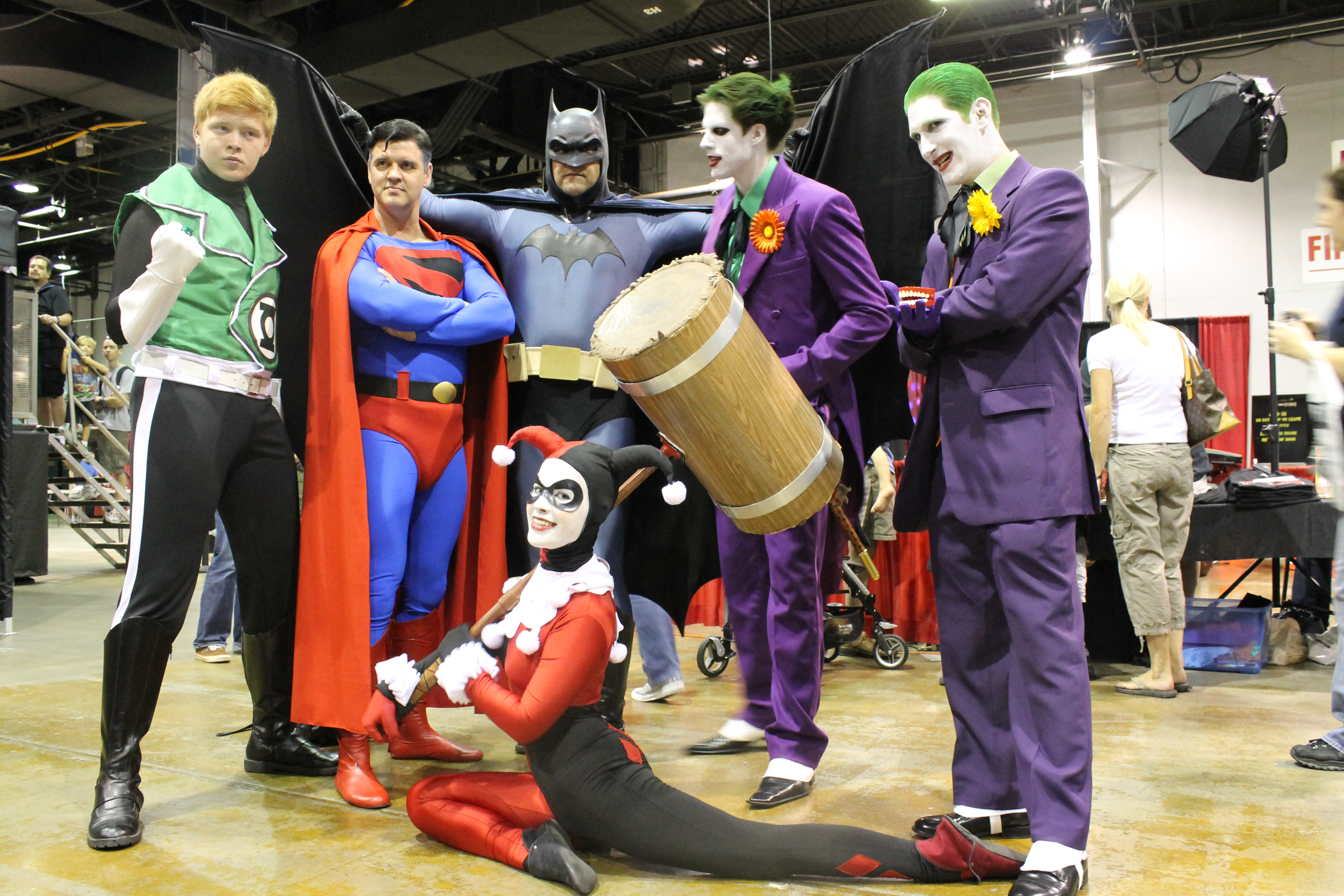
Cosplay 2011: Green Lantern (Guy Gardner), Superman (Kingdom Come), Batman, zwei Joker (von links nach rechts), dazu Harley Quinn (vorne)

Guy Gardner, ein Sonderschullehrer, trug während der Krise der Parallelerden in Vertretung für Hal Jordan (erstmals in Green Lantern (Vol. 2) #59, 1968) den Ring. Gardner war sozusagen die Green Lantern 2b.
Gardner musste den Ring wieder an Hal Jordan abgeben, was jedoch nicht das Ende seiner Helden-Karriere war. Gardner erlangte den gelben Energiering Sinestros und war als Superheld Guy Gardner unterwegs. Doch diesen legte er bald wieder ab und wurde zu Warrior mit einer Rüstung.
Nach der Zero Hour verschwand diese Rüstung, und Gardner machte eine grundlegende Veränderung durch.
Er fand heraus, dass er eine Alien-DNS in sich trug, die ihm erlaubte aus seinem Körper Waffen zu formen. Fortan nannte er sich nur noch Warrior, und neben seiner Karriere als Barbesitzer war er ein brutaler Held.
Während Our worlds at war wurde Gardner von einer Imperiex-Sonde getötet. Diese trug seinen Körper durch tausende weiterer Kämpfe, in deren Verlauf die außerirdische DNS unentwegt versuchte, ihn wieder zu beleben. Dabei mutierte Gardner extrem.
Wegen seines Lebenswandels kam Gardner schlussendlich doch in die Hölle, arbeitete sich in der Hierarchie nach oben und wurde der Herr des „Schlundes“, eines Grabens, in dem die Hölle sich der Erde nähern konnte.
Gardner versuchte, Superman seinen Platz einnehmen zu lassen, um selbst wieder auf die Erde zu dürfen. Doch in Wirklichkeit versuchte Gardner, das Monster namens Cancer das aus Supermans Krebszellen erschaffen wurde, an seinen Platz zu stellen. Es gelang, und Gardner kam als Warrior wieder auf die Erde.
Während Hal Jordans Wiedergeburt als Green Lantern verlor Gardner seine formwandlerischen Fähigkeiten wieder. Er trat daraufhin wieder dem, von Kyle Rayner neugegründeten, Green Lantern-Corps bei. Guy wurde die erste „Ehren-Lantern“ des Corps und ist als solche nicht mehr die Lantern eines Sektors, sondern gehört zur mobilen Eingreiftruppe des Corps, das immer dort eingesetzt wird, wo eine Green Lantern nicht ausreicht.
Guy Gardner wurde nach dem Autor Gardner Fox (unter anderem Batman, The Flash und Hawkman) und dem Fan Guy H. Lillian III (ein Fanzine- und Hobbycomicautor) benannt.

#### John Stewart
Der Architekt John Stewart trug den Ring erstmals im Jahr 1971 Green Lantern (Vol. 2) #87. Stewart war einer der wenigen schwarzen Superhelden dieser Zeit, doch sowohl er als auch Gardner waren nur übergangsweise Green Lantern, in Vertretung für Jordan. John war somit quasi die Green Lantern 2c. Nach seinem Austritt aus dem Green Lantern Corps wurde er nach einiger Zeit ein Mitglied der Darkstars, einer Gruppe die, ähnlich der Green Lanterns, den Auftrag hatte, für Ordnung im Universum zu sorgen.
Bei einem Darkstars-Einsatz wurde er jedoch zum Invaliden und musste auch dieses Dasein aufgeben. Während des Events Final Night wurde Stewart vorübergehend durch Hal Jordan (als Parallax) von seiner Invalidität geheilt. Er musste aber schon bald wieder in den Rollstuhl zurückkehren, da er die grüne Energie, mit der Jordan ihn heilte, in Notsituationen zur Verteidigung abfeuerte und somit verbrauchte. Während eines Gesprächs mit der Schurkin Fatality erfuhr Stewart jedoch, dass seine Invalidität nicht körperlicher, sondern psychischer Natur war. Mit der Hilfe eines Psychologen und Kyle Rayners konnte er diese Blockade aufheben, indem er sich eingestand, dass er Schuld am Tod seiner kleinen Schwester hat, und konnte fortan wieder gehen. Bei der Neugründung des Green Lantern Corps durch die Wächter (nach deren Wiederbelebung) wurde Stewart wieder als Green Lantern auserwählt und von den Wächtern als Green Lantern 2814.2 bezeichnet. Er ist nun Mitglied der Gerechtigkeitsliga.

#### Kyle Rayner
Kyle Rayner war, anders als die Interimshelden Guy Gardner und John Stewart, die echte 3. Grüne Laterne. Er hatte seinen ersten Auftritt 1994 in Green Lantern (Vol. 3) #48.
Bis zu seiner Rekrutierung als Green Lantern hatte sich Kyle Rayner als freiberuflicher Zeichner mit Auftragsarbeiten durchgeschlagen. Ihm wurde nach der Zerstörung des Rates der Wächter vom letzten Wächter Ganthet in einer dunklen Straßengasse in Los Angeles ein allerletzter, aus einem Fragment der zerstörten Zentralbatterie erschaffener Ring überreicht. Durch die einzigartigen Umstände seiner Erschaffung hatte dieser Ring nicht die Gelbschwäche (da das Wesen Parallax nicht mehr die gelbe Unreinheit darstellte) und auch nicht die 24-Stunden-Beschränkung. Die Energieladung reichte so lange, bis der Ring durch den Gebrauch Rayners einfach leer wurde. Gleich zu Anfang seiner Zeit als Green Lantern wurde Rayners Freundin in Einzelteilen in einen Kühlschrank gesteckt, was ihm wohl etwas Profil verleihen sollte. Er zog nach New York und wurde ein Mitglied der Gerechtigkeitsliga.
Rayner versuchte nach langer Eingewöhnungszeit, das Corps neu zu gründen, scheiterte jedoch. Allerdings überredete er Parallax, sein Leben zu opfern, um im Zuge der Final Night die Sonne neu zu entzünden.
Danach erlangte er nicht nur die Macht seiner Ringenergie, sondern bekam zusätzlich die Macht eines, von seinem Unterbewusstsein erschaffenen, Energiewesens namens Oblivion und auch die Energie des verstorbenen Parallax. Er nannte sich fortan Ion. Als Ion hatte er fast gottgleiche Kräfte, so konnte er unter anderem durch Zeit und Raum reisen, an mehreren Orten gleichzeitig sein und sogar die Realität verändern. Er gab diese Macht freiwillig auf, um damit die Wächter wieder aus der Laternenenergie neu zu beleben und schuf eine neue Zentralbatterie. So wurde er der erste eines neuen Corps, das jene neu geborenen Wächter aufbauten. So wie Guy Gardner ist auch Kyle nun eine Ehren-Lantern und ist keinem Sektor zugeteilt.
Im weiteren Verlauf der Green Lantern-Saga erhält Kyle die Macht jedes der sieben Corps und wird damit zur White Lantern, welche die Macht des Lebens nutzt.

#### Wieder Hal Jordan
Jordans Zeit als Spectre war beendet, als ihm auffiel, dass etwas in seiner Seele selbst den mächtigen Spectre zu kontrollieren versuchte. In der Storyline Wiedergeburt stellte sich heraus, dass Parallax ein uralter Parasit war, der vor langer Zeit von den Wächtern in die Zentralbatterie eingesperrt worden war und von Jordan, bei seinem Bad in der Zentralbatterie auf Oa Besitz ergriffen hatte, um über Jahrzehnte an dessen Innerem zu fressen. Als sich Jordan mithilfe der JLA, JSA und der Teen Titans von Parallax befreien konnte, sollte seine Seele endlich zum Himmel auffahren, da sich nun auch der Spectre einem neuen Wirt zuwenden konnte.
Jordan aber wurde auf dem Weg zurück von einer Sonde des Wächters Ganthet gelenkt, des letzten Wächters, der auch Kyle Rayner zur letzten Green Lantern ernannt hatte.
Rayner hatte Jordans Leiche aus der Sonne geborgen, wobei er schwer verletzt wurde.
Das Wesen Parallax hatte durch die Ringe hindurch die Green Lanterns Gardner, Kilowog und Stewart infiziert, diese konnten jedoch von Ganthet befreit werden. Nun versuchte Parallax, Ganthet zu übernehmen.
In dem Wachturm der JLA (Gerechtigkeitsliga) verband sich Jordans Seele mit seiner Leiche und wurde wieder belebt. Zusammen mit Kyle Rayner und Green Arrow besiegte er den dort wütenden Sinestro und besiegte mit Hilfe der anderen Green Lanterns das Wesen Parallax.
Da Kyle Rayner die Erde so gut wie nicht mehr aufsuchte, war nun wieder Jordan (als Green Lantern 2814.1), die Green Lantern der Erde und zudem Mitglied der JLA (Gerechtigkeitsliga).

#### Wieder Kyle Rayner
Während der Infinite Crisis bekam er durch den Tod der Heldin Jade (die durch seine Taten als Ion ebenfalls Lantern-Energie besaß) neue Kräfte und wurde wieder ein mächtiges Wesen. Er nahm wieder den Titel Ion an und wurde somit im Weltraum der Wächter des Universums. Während des „Sinestro-Corps War“ wurde Ion jedoch durch Sinestro wieder von Kyle getrennt und daraufhin von Parallax infiziert. Er wurde so wie vorher Hal Jordan zum neuen Wirt für die gelbe Unreinheit. Dies belegte, dass Ion wie Parallax einen Wirt brauchte, um effizient wirken zu können.

### Weitere wichtige Personen

#### Wächter des Universums
Die Wächter des Universums hatten ihren ersten Auftritt in US-Green Lantern (Vol. 2) #1 (1960) und sind die Gründer des Green Lantern Corps. Sie stammen von der Rasse der Maltusianer ab, die den Planeten Oa besiedelten, um eine galaktische Organisation zur Erhaltung des Friedens im Universum zu gründen. Die Maltusianer teilten sich mit der Zeit in drei Rassen auf: Die Controllers, die mit den Plänen der anderen nicht einverstanden waren, verließen den Planeten. Ihnen folgten dann die Zamaroner, alle weiblichen Mitglieder, die den Planeten Zamaron besiedelten. Zurück blieben nur wenige Maltusianer, die sich fortan die Wächter des Universums nannten. Da die Wächter nie selbst die Initiative ergreifen wollten, erschufen sie zuerst die Manhunter. Die Manhunter waren – wie später die Green Lanterns – ein Corps, das jedoch aus Androiden bestand. Nach kurzer Zeit jedoch stellte sich heraus, dass die Manhunter technische Mängel hatten, und sie wurden wieder durch die Wächter abgeschafft. Erst jetzt gründeten die Wächter das Green Lantern Corps und errichteten auf Oa die Zentralbatterie, in der die grüne Energie der Willenskraft konzentriert und gespeichert wurde. Die Wächter nahmen nun den Platz der Führer und Mentoren für die Green Lanterns ein, bis sie schließlich von Hal Jordan fast komplett ausgelöscht wurden. Lediglich der Wächter Ganthet überlebte und formte aus einem Fragment der von Hal Jordan zerstörten Zentralbatterie den letzten Kraftring, den Kyle Rayner später erhalten sollte. Sogar der Planet Oa wurde kurz nach den Ereignissen der Zero Hour bei einem Kampf zwischen Kyle Rayner und Parallax zerstört. Es verging nun einige Zeit, bis sich die Rückkehr der Wächter andeutete. Zuerst erschuf der beste Freund des inzwischen verstorbenen Hal Jordan, Tom „Stupsnase“ Kalmaku durch Anleitung von Jordans Restenergie den Planeten Oa neu. Wiederum etwas später erweckte Kyle Rayner als Ion die Wächter wieder zum Leben. Daraufhin gründeten die Wächter das Green Lantern Corps neu. Um mehr Kontrolle über die Lanterns zu haben, erschufen die Wächter etwas später die sogenannten Alpha-Lanterns. Sie sollten dafür sorgen, dass sich die Green Lanterns nicht den Befehlen der Wächter widersetzten. Ein weiterer folgenreicher Schritt der Wächter war, dass sie den Lanterns erlaubten, ihre Gegner notfalls zu töten, um große Gefahren abzuwehren.

#### Tom Kalmaku
Der Inuit Tom Kalmaku, auch genannt „Stupsnase“, hatte seinen ersten Auftritt in US-Green Lantern (Vol. 2) #2 im Jahre 1960. Er war als Mechaniker bei den Ferris-Flugzeugwerken, für die Hal Jordan als Testpilot arbeitete, angestellt und wurde der beste Freund und Vertraute von Hal Jordan. Er war auch die erste Person, die erfahren hat, dass Hal Jordan Green Lantern ist. Von diesem Moment an nahm Tom auch die Rolle eines Helfers von Green Lantern ein und war sogar in US-Ausgabe #5 der zweiten Serie selbst einmal für 24 Stunden eine (Hilfs-)Green Lantern. Nach Hal Jordans Tod fiel Kalmaku in eine tiefe Depression, aus der er erst wieder herauskam, als er maßgeblich an der Wiedererschaffung des Planeten Oa beteiligt war.

#### Carol Ferris
Carol Ferris ist die Freundin von Green Lantern (Hal Jordan) und eine der ältesten und wichtigsten Nebenfiguren der Green Lantern Comics. Sie wird erstmals in dem Heft Showcase #20 (Autor: J. Broome; Zeichner: G. Kane) von 1959 vorgestellt.
In diesem Heft erscheint Carol als die Tochter von Carl Ferris, dem Direktor der Ferris Flugzeugwerke (Ferris Aircrafts), einer in der Wüste außerhalb der kalifornischen Stadt Coast City beheimateten Flugzeugfabrik, für die Green Lantern in seiner Geheimidentität als schneidiger Testpilot Hal Jordan arbeitet. Als Stellvertreterin und später als Nachfolgerin ihres Vaters ist Carol zugleich die ewige Freundin Jordans und seine strenge Chefin. Da beide, Ferris und Jordan, meist als äußerst temperamentvoll charakterisiert werden, geraten sie häufig in Streit miteinander, versöhnen sich aber immer ebenso schnell wieder. Hauptstreitpunkt ist dabei zumeist Jordans übermäßige Waghalsigkeit als Testpilot, die die verantwortungsvolle Carol als unreif und unnötig riskant ansieht. Von Jordans Doppelleben als Superheld weiß die selbstbewusste Carol lange nichts. Daraus ergeben sich mit der Zeit eine Reihe verzwickter Verwicklungen: So ist die smarte Geschäftsfrau gleichzeitig in Jordan und in Green Lantern verliebt, ohne zu ahnen, dass beide miteinander identisch sind.
Im weiteren Verlauf dieser Liebelei wird Carols Körper immer wieder von einer Schurkin namens Star Sapphire übernommen. Daraus ergibt sich dann stets die paradoxe Situation, dass Green Lantern gegen seine eigene Geliebte in den Kampf ziehen muss.
In der Serie Green Lantern Rebirth, in der Hal Jordan von den Toten aufersteht und wieder zu Green Lantern wird, ist Carol erneut die Chefin von Ferris Aircrafts. In den Geschichten der Serie ist sie zunächst mit einem Mann namens Gil verheiratet, lässt sich aber später von diesem scheiden, um die Liebe von Jordan, dem Mann, den sie „wirklich liebt“, zurückzugewinnen. In ihrer Zuneigung zu Jordan muss Carol in dieser Serie mit einer draufgängerischen jungen Testpilotin namens Cowgirl wetteifern.
Ferris erscheint als Nebenfigur in dem Film Justice League: The New Frontier, in dem sie von der Schauspielerin Brooke Shields synchronisiert wird.

#### Kilowog
Kilowog, erstmals in US-Green Lantern Corps #202 (1986) zu sehen, ist ein Erdling vom Planeten Bolovax Vik und ebenfalls Mitglied des Green Lantern Corps. Kilowog lebte eine Zeit lang auf der Erde, wo er für die Sowjetunion als Gentechniker und Mechaniker gearbeitet hat und kurzzeitig auch der Justice League International angehörte. Eine besondere Verbundenheit von Kilowog besteht zu Hal Jordan, denn er war es, der Hal Jordan zu einer echten Green Lantern ausgebildet hat. Auch nach dieser Ausbildungszeit waren beide eng miteinander befreundet. Dies änderte sich jedoch, als Hal Jordan durchdrehte und in seinem Zorn auf die Wächter fast alle Green Lanterns umbrachte. Die letzte dieser Green Lanterns war Kilowog.
Kilowog wurde viele Jahre später von den Ex-Green Lanterns, die die Ereignisse um Hal Jordan überlebten, durch Zauberei wiederbelebt. Allerdings wurde er mit dem Hass und Zorn der toten Lanterns geschaffen und war somit eine Art Monster auf Rachezug. Er machte es sich zur Aufgabe, die übriggebliebenen Energien von Hal Jordan aufzuspüren und zu zerstören. Jedoch bemerkte er, dass die Restenergie Jordans, personifiziert als Jordans Sohn, gutmütig war und mit Hilfe von Tom Kalmaku den Planeten Oa wiedererschaffen wollte. Oa wurde wiedererschaffen, und Kilowog wurde zugleich wieder in sein altes Ich verwandelt. Somit wurde Kilowog der Beschützer des noch unbewohnten Planeten Oa.
Nach der Wiedererschaffung des Green Lantern Corps übernahm er wieder die Ausbildung der neuen Green Lantern-Rekruten, und auch seine Freundschaft zu Hal Jordan erreichte wieder ihre alte Stärke.

## Schurken

### Demolition Team
Das Demolition Team ist eine Söldnergruppe, die erstmals in Green Lantern #176 (Autor: L. Wein; Zeichner: D. Gibbons) vom Mai 1984 auftaucht.
In diesem Heft wird das Team als eine Bande von ehemaligen Abbruchspezialisten vorgestellt, die sich darauf spezialisiert haben, als freischaffende Söldner gegen Bezahlung Sabotageakte gegen die Konkurrenzunternehmen ihrer Auftraggeber zu verüben. Bei der Umsetzung ihres Zerstörungswerkes greifen die Mitglieder des Teams üblicherweise auf umfunktionierte Baugeräte zurück. Das Demolition Team setzt sich zusammen aus Rosie, einer toughen Barfrau aus New Orleans, die die Gruppe anführt und mit einer Pistole ausgerüstet ist, die glühende Nieten verschießt. Des Weiteren gehören der Gruppe an: Hardhat, ein ehemaliger Schwergewichtsboxer aus New York, der ein Helm- und Kopfgeschirr trägt, das es ihm ermöglicht, als menschlicher Rammbock Mauern und andere Strukturen einzureißen. Dann Jackhammer, der früher auf einer Ölplattform gearbeitet hat und aus Houston stammt. Er ist mit einem automatischen Vorschlaghammer ausgerüstet. Steamroller, ein ehemaliger Motorradstuntfahrer aus Chicago, der eine kompakte, schnell fahrende Dampfwalze benutzt. Und schließlich Scoopshovel, ein Jai-Alai-Spieler aus San Diego, der einen überdimensionierten hydraulischen Schaufelarm als Grabwerkzeug und Waffe benutzt. Als das Team in seiner Debütausgabe versucht, die Ferris Flugzeugwerke, den Arbeitsplatz von Green Lantern (Hal Jordan), im Auftrag des korrupten Politikers Jason Bloch zu zerstören, wird es von Predator, einem dämonischen Wesen, das Carol Ferris heraufbeschwören kann, besiegt. Später versucht das Demolition Team, ein deutsches Atomkraftwerk zu zerstören, wird aber von dem Superhelden-Team Blood Pack daran gehindert. In einer noch späteren Geschichte werden die meisten Teammitglieder von dem Kampfroboter OMAC getötet.

### Evil Star
Evil Star ist ein Außerirdischer, mit dem Green Lantern verfeindet ist. Evil Star wird erstmals in Green Lantern #37 vom Juni 1965 vorgestellt.
In diesem Heft erfährt man, dass Evil Star eigentlich ein Wissenschaftler von einem Planeten namens Auron ist, der sein Leben dem Streben nach der Unsterblichkeit verschrieben hat. Diese Aufgabe meistert er schließlich, indem er ein Sternenband (starband) erfindet, das es ihm ermöglicht, Lebensenergie aus den Sternen zu ziehen. Außerdem verfügt er aufgrund der Sternenenergie, die er in sich aufgenommen hat, über gewaltige Kräfte: So kann er im Weltall atmen, fliegen, Energie aus seinem Körper abfeuern und menschenähnliche, kindergroße übermenschlich starke Miniaturwesen erschaffen, die er Starlings nennt und die ihm blind gehorchen. Ein Begleiteffekt der Erfindung ist allerdings, dass sie den Geist des Wissenschaftlers verwirrt und ihn dem Bösen anheimfallen lässt. Außerdem lässt das Sternenband die anderen Lebewesen in der Nähe des Wissenschaftlers, also die anderen Bewohner von Auron, drastisch altern. Die Aufforderung, das Band und damit die Gefahr, die von ihm ausgeht, zu vernichten, erfüllt Pompton nicht, stattdessen liefert er sich einen gewaltigen Kampf mit den übrigen Bewohnern von Auron. Am Ende des Kampfes ist Auron nur noch eine einzige riesige leblose Wüste. Der Wissenschaftler, der sich nun Evil Star nennt, zieht fortan durchs Universum, um neue Planeten zu erobern. Seine Eroberungszüge bringen ihn immer wieder mit den Green Lanterns, insbesondere mit Hal Jordan, in Konflikt. Später versuchen die Wächter des Universums, die Herren des Green Lantern Corps, Evil Star zu heilen, indem sie ihn mit einem Hirnwellennullifizierer bestrahlen, der die Sternenstrahlung, die der Ursprung seines Wahnsinns ist, aus seinem Hirn filtern soll. Diese Gesundung hält jedoch nur kurzzeitig an, sodass es zu weiteren Auseinandersetzungen mit Green Lantern sowie auch mit den Darkstars und mit Superman kommt.

### Fatality
Fatality, alias Yrra Cynril, ist eine Außerirdische, die sich dem Ziel verschrieben hat, alle Green Lanterns zu ermorden. Sie wird erstmals in Green Lantern (Vol. 3) #83 (Autor: R. Marz; Zeichner: D. Banks) vom Februar 1997 vorgestellt.
Dieser Geschichte zufolge ist Yrra Cynril die Kronprinzessin des Planeten Xanshi, die als einzige die Zerstörung ihres Heimatplaneten durch eine Massenvernichtungswaffe überlebt hat. Da der Versuch einer Green Lantern die Vernichtung von Xanshi zu verhindern scheitert, schwört Cynril, die überlebt hat, weil sie zum Zeitpunkt von Xanshis Vernichtung auf dem Planeten Okaara lebte, blutige Rache. Um dieses Ziel verwirklichen zu können, lässt sie sich von den Warlords von Okaara zu einer gefährlichen Kämpferin ausbilden und armiert sich mit einem umfangreichen Arsenal tödlicher Waffen (Raketenstiefel, mit denen sie fliegen kann, einem Stab, der Energiestöße abfeuern kann usw.). Da sie nicht weiß, welche Green Lantern unfähig war, das grausame Schicksal ihrer Heimat zu verhindern, beginnt sie, das Universum zu durchreisen und systematisch Jagd auf alle Green Lanterns zu machen. Nach der Zerstörung des Green Lantern Corps durch Hal Jordan ermordet Fatality eine Reihe ehemaliger Green Lanterns, um schließlich den Versuch zu unternehmen, Kyle Rayner, die zu dieser Zeit letzte aktive Green Lantern zu töten. Nachdem sie Rayner in New York City ausfindig gemacht hat, beginnen beide einen brutalen Kampf, der sie von New York City auf einen verlassenen Planetoiden führt. Fatality unterliegt schließlich und kommt scheinbar in einer von ihr selbst verursachten Explosion um – allerdings kann nur ihr vom Torso getrennter Arm gefunden werden.
Später kehrt Fatality (mit einer kybernetische Armprothese als Ersatz für die verlorene Gliedmaße) zurück und kämpft erneut gegen Rayner und die ehemalige Green Lantern John Stewart. Stewart gerät in ihr Visier, da sie inzwischen erfahren hat, dass er derjenige war, der für die Zerstörung von Xanshi „verantwortlich“ ist. In diesem Kampf verliert Fatality ihren zweiten Arm, als der gelbe Energiering vom Planeten Qward (ein gelbes Gegenstück zu den Green Lantern Ringen), mit dem sie kämpft, explodiert. Nach einer längeren Inhaftierung auf der Erde gelingt es Fatality mit Hilfe von Major Force zu fliehen. In der Folge betätigt sie sich als Kopfgeldjägerin im Sternensystem Vega (Green Lantern Corps: Recharge, 2005), um zuletzt der Secret Society of Super Villains beizutreten. Während dieser Zeit verliert sie zudem ihr rechtes Ohr, das ihr im Streit von ihrer Komplizin Scandal abgeschlagen wird.

### Goldface
Goldface, alias Keith Kenyon, ist ein krimineller Wissenschaftler, mit dem Green Lantern wiederholt in Konflikt gerät. Er wird erstmals in Green Lantern #38 (Autor: J. Broome, Zeichner: G. Kane) vom Sommer 1965 vorgestellt.
Dieses Heft erzählt, wie Kenyon sich durch die Einnahme eines selbstentwickelten, aus Gold gewonnenen, Elixirs in einen übermenschlich starken, schier unverwundbaren Koloss mit einer goldähnlichen Haut verwandelt. Um weitere Portionen seines Serums herstellen zu können, muss er große Mengen Gold stehlen. Seine Raubzüge bringen ihn rasch in Konflikt mit Green Lantern, und er wird einer der Stamm-Gegenspieler des Helden. Für Green Lantern ist Goldface in erster Linie deshalb eine ernst zu nehmende Gefahr, da Green Lanterns Kraftring gegen die Farbe Gelb – die Farbe von Goldfaces goldener Rüstung und seines Körpers (sein Fleisch ist durch die Einnahme des Elixirs allmählich zu organischem Gold geworden) – machtlos ist. In späteren Geschichten legt Kenyon zudem eine goldplattierte Rüstung an und bewaffnet sich mit einer Goldpistole, die flüssiges Gold verschießt.
In noch späteren Geschichten zieht Goldface in die Stadt Central City, wo er systematisch die Kontrolle über Verbrecherbanden an sich bringt, und wird ein Gegenspieler des Superhelden Flash (Barry Allen). Nachdem er eine längere Strafe verbüßt hat, schwört er dem Verbrechen ab und siedelt nach Keystone City über, wo er, wie schon sein Vater, Commissioner der Union 242 wird. Als geläuterter Krimineller wird Goldface ein Freund von Flash II (Wally West), dem er unter anderem dabei hilft, die Schurkin Blacksmith, mit der er zeitweise verheiratet war, zu besiegen. In der Zeichentrickserie Justice League Unlimited taucht Goldface als Mitglied der Secret Society of Supervillains auf und wird im Original von Lex Lang synchronisiert.

### Hector Hammond
Hector Hammond ist ein kriminelles Genie, mit dem Green Lantern es häufiger zu tun bekommt. Er taucht erstmals in Green Lantern #5 (Autor: J. Broome, Zeichner: G. Kane) vom März–April 1961 auf.
Dort wird er als flüchtiger Krimineller vorgestellt, der sich vor der Polizei in einem Wald versteckt, wo er zufällig Überreste eines Meteors findet. Bald entdeckt er, dass alles, was mit dem außerirdischen Gestein in Kontakt kommt, sich binnen kurzer Zeit durch dessen fremdartige Strahlung in hohem Maße weiterentwickelt. Hammond entführt daraufhin vier Wissenschaftler, setzt sie der Strahlung des Meteors aus und nutzt ihre so ins Übermenschliche gesteigerte Intelligenz (die praktischerweise mit äußerster Willensschwäche einhergeht), um wundersame neue Erfindungen zu machen, die er für teures Geld verkauft. Später kommt Green Lantern Hammond, der durch „seine“ Erfindungen und seinen Reichtum berühmt geworden ist, auf die Spur, besiegt ihn und rettet die Wissenschaftler. Hammond wird damit jedoch zum geschworenen Todfeind Green Lanterns.
In Justice League of America #14 vom September 1962 kann Hammond aus dem Gefängnis entkommen. Diesmal setzt er sich selbst der Strahlung des Meteors aus und verwandelt sich selbst in ein übermenschlich intelligentes, telepathisch und telekinetisch begabtes Hybridwesen: Da sein Gehirn zu gigantischer Größe angewachsen ist, macht sein Kopf – ein überdimensionierter Wasserkopf – nun mehr als 50 % seiner Körpermasse aus. Hammond ist nun außerdem unsterblich, leidet aber unter der Unfähigkeit, seinen Körper zu bewegen und zu sprechen – stattdessen muss er kraft seiner Gedanken über Telepathie mit Freunden und Feinden kommunizieren und sich mit Hilfe seiner telekinetischen Fähigkeiten selbst schweben lassen, um sich von Ort zu Ort zu bewegen. Fortan ist Hammond einer der am häufigsten wiederkehrenden Schurken der Green Lanter-Comics. Zu seinen erfolgreichsten Aktionen zählt dabei die Gründung der Royal Flush Gang (Justice League of America #203), einer Bande aus kartenspielbasierten Dieben (König, Dame, As, Bube etc.). In Green Lantern (Vol. 4) #32 von 2007 wird schließlich die Herkunft des geheimnisvollen Meteoriten enthüllt, der Hammond seine Kräfte gegeben hat: Hier erfährt man, dass der Meteorit ursprünglich ein Teil eines größeren Brockens war, der von einer außerirdischen Rasse namens Gremlins zur Erde geschickt wurde, um für Chaos zu sorgen. Während ein Fragment des Steins Hammond in den Schoß fiel, schlug der größere im afrikanischen Dschungel ein, wo er ein Volk hochintelligenter, mit Menschen geistig auf einer Stufe stehender, Gorillas erschuf, zu denen unter anderem der schurkische Gorilla Grodd gehört.
Hector Hammond wurde im Live-Action-Film Green Lantern von Peter Sarsgaard gespielt.

### Javelin
Javelin ist ein Söldner und Berufsverbrecher, der erstmals in Green Lantern #173 (Autor: L. Wein, Zeichner: D. Gibbons) vom Februar 1984 vorgestellt wird. In diesem Heft erfährt man auch, dass Javelin ein ehemaliger deutscher olympischer Athlet ist, der sich aus Profitgier dem Verbrechen zugewandt hat. Seinen Namen, der auf Deutsch so viel bedeutet wie Wurfspeer, verdankt Javelin dem Umstand, dass er als Waffe bevorzugt auf ein Arsenal von zusammenklappbaren Speeren zurückgreift, die er in Holstern um die Hüfte trägt. Diese Speere sind zum Teil Spezialanfertigungen, die explodieren, gelbe Farbe freisetzen und ähnliches mehr. Daneben kann Javelin dank seiner mit Düsen ausgestatteten Stiefel auch fliegen.
Bei seiner ersten Auseinandersetzung mit Green Lantern (Hal Jordan) gelingt es Javelin, den Superhelden im Zweikampf zu besiegen und im Auftrag des korrupten Politikers Jason Bloch einen solarbetriebenen Jet aus den Ferrisflugzeugwerken zu stehlen. Im darauffolgenden Heft übernimmt Javelin sich bei dem Versuch, die Ferriswerke komplett zu zerstören, und wird von Green Lantern gefangen genommen. Später gehört er zeitweise der Suicide Squad an, einer Spezialeinheit aus Kriminellen, die im Gegenzug für Straferlass riskante Kommandomissionen für die US-Regierung ausführen. In Suicide Squad #58 wird Javelin scheinbar von der Magierin Circe getötet, die ihn mit einem seiner eigenen Speere aufspießt. Später kehrt er als Handlanger der Kriminellen Doctor Cyber zurück und wird von der Heldin Skyrocket besiegt. In dem Comicheft Checkmate #6 wird Javelin, inzwischen Mitglied der Secret Society of Super Villains, getötet, als er versucht, Amanda Waller – seiner Chefin zu Suicide-Squad-Zeiten – ein Verbrechen anzuhängen.
Im Live-Action-Film The Suicide Squad wurde Javelin von Flula Borg dargestellt. Hier heißt Javelin mit richtigem Namen Gunter Braun.

### The Shark
The Shark ist ein Hybridwesen aus Mensch und Tigerhai, mit dem Green Lantern mehrfach aneinandergerät. Er taucht erstmals in Green Lantern #24 (Autor: J. Broome, Zeichner: G. Kane) vom Oktober 1963 auf.
In dieser Geschichte erfährt man, dass der Shark früher ein Meereshai war, der in Kontakt mit nuklearen Abfällen kam, die Menschen im Meer abgeladen hatten. Auf diese Weise wurde dieser Geschichte die Evolution des Meeresbewohners rapide beschleunigt und er in ein Mischwesen aus Mensch und Hai verwandelt. Seither besitzt Shark telepathische und telekinetische Kräfte, außerdem kann er Energiestrahlen aus seinem Körper abfeuern, kurzzeitig das Aussehen eines Menschen annehmen (der sich T.S. Shark oder Karshon nennt), aufrecht gehen und an Land atmen. Zugleich besitzt er die gesteigerten Sinnesfähigkeiten eines Haies und dessen Instinkte (wie das Verfallen in einen aggressiven Blutrausch, sobald er Blut wittert). Nach seiner Verwandlung sucht Shark sich Green Lantern (Hal Jordan) als Feind aus, als er erfährt, dass der Held keine Furcht kennen würde. Motiv ist sein eigentümlicher Wunsch, Beute zu finden, die er in Schrecken versetzen kann. Obwohl Green Lantern mehrfach seinen Ring benutzt, um den Shark in einen einfachen Hai zurückzuverwandeln – der im Aquarium von Coast City gefangen gehalten wird – gelingt es ihm immer wieder, sich in sein mutiertes Selbst zurückzuverwandeln. Infolgedessen tritt er immer wieder gegen Green Lantern an. Vereinzelt kämpft Shark auch gegen die Superhelden Superman, Black Condor und Aquaman. Dem Letzteren macht er zeitweise (als Karshon) die Herrschaft über Atlantis streitig. In neueren Comic gehört der Shark der Secret Society of Super Villains an, außerdem führen Außerirdische, die sich Gremlins nennen, Experimente an ihm durch und geben ihm ein monströseres Aussehen und gesteigerte Kräfte.

### Sinestro

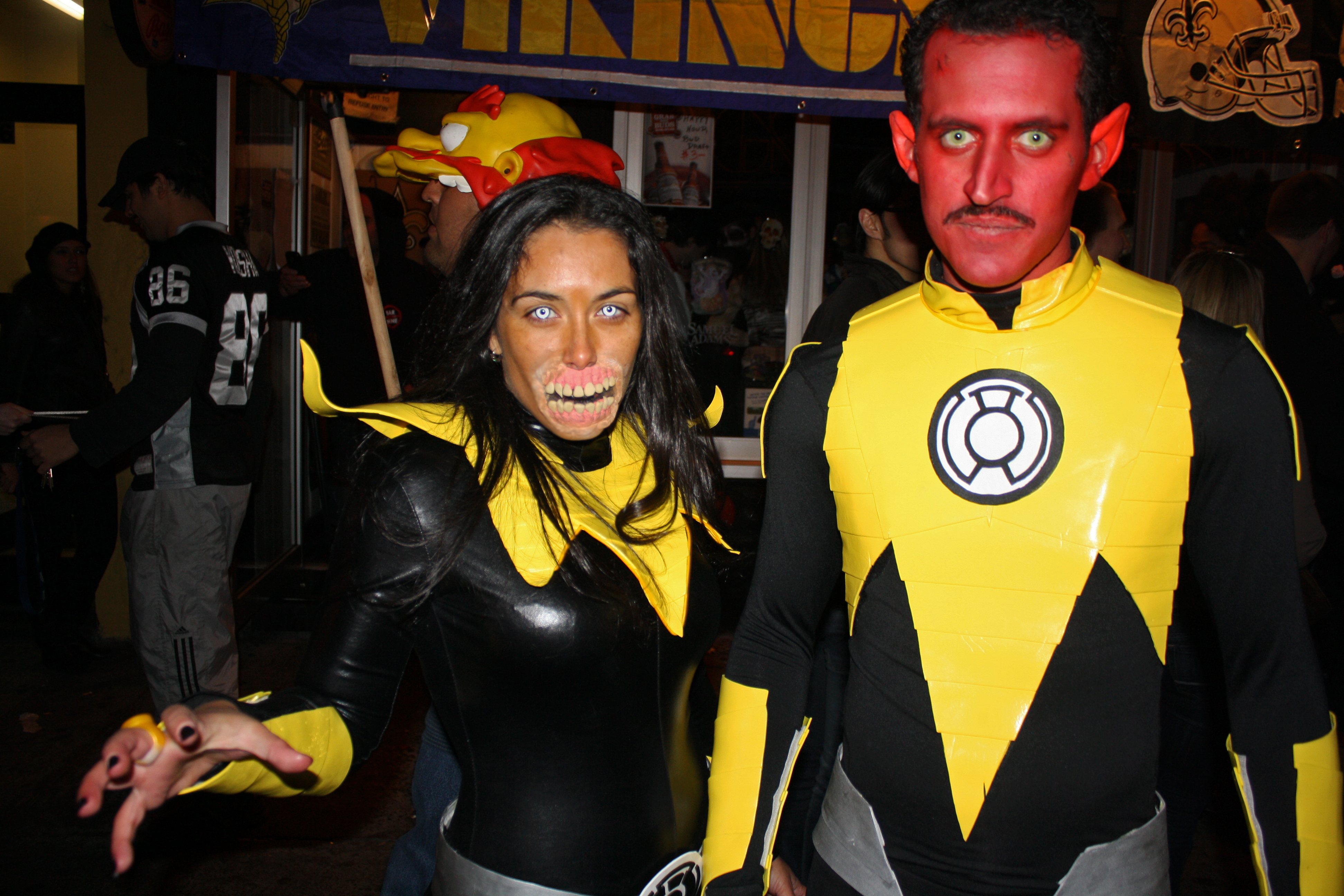
Als Sinestro (rechts) und Karu-Sil (links) verkleidete Fans, beide in der gelb-schwarzen Uniform des Sinestro Corps (New York City 2010)

Sinestro ist ein abtrünniger Green Lantern der vom Planeten Korugar stammt und einen gelben Ring trägt, der die Fähigkeit besitzt, durch die Angst von Lebewesen Gebilde und Lichtstrahlen zu erschaffen, ähnlich wie die Green Lanterns. Er ist einer der gefürchtetsten Gegner des Green Lantern Corps. Mitstreiter des Sinestro/Yellow Lantern Corps sind außerdem Tekik, Kiriazis und Arkillo. Tekik hat die Fähigkeit, Robotern/Maschinen den sogenannten „Angst-Code“ zu verabreichen.

### Star Sapphire
Star Sapphire ist der Name mehrerer Schurkinnen mit denen Green Lantern zu kämpfen hat. Die erste Version der Figur wurde in All-Flash Comics #32 (Dez 1947/Jan 1948) vorgestellt. Im Laufe der nachfolgenden Jahrzehnte wurden diese Star Sapphire und spätere Trägerinnen des Namens allmählich in einer komplexen Hintergrundgeschichte miteinander in Verbindung gebracht, indem mosaiksteinchenartig einzelne Informationsfetzen zu einer vollständigen Geschichte der Figuren zusammengesetzt wurden.
Die Historie von Star Sapphire wird demnach wie folgt geschildert: Die Zamaronerinnen (Zamarons) sind ein unsterbliches Volk streitbarer Kriegerfrauen, das von einer Königin namens Star Sapphire angeführt wird. Seit einigen Millionen Jahren pflegen die Zamaronerinnen, immer neue, körperlich identische, Frauen im Universum aufzusuchen, in deren Körper sich das Bewusstsein ihrer Königin einnisten kann. Die Übernahme der Wirtin durch Star Sapphire ähnelt dabei der christlichen Vorstellung von der Besessenheit eines Menschen durch den Teufel oder durch Dämonen: Star Sapphire übernimmt die Kontrolle über den Körper einer Frau und überlagert deren Bewusstsein fortan mit ihrem eigenen. Das Bewusstsein der Wirtin ist fortan „betäubt“ und erwacht erst wieder, nachdem Sapphires Geist ihren Körper verlassen hat. Als Zeichen ihrer Herrscherwürden bekommt die Wirtin von Star Sapphire anschließend einen Krystal ausgehändigt, der wie ein sternenförmiger Saphir aussieht und der Trägerin gewaltige Macht verleiht: So kann sie fliegen, im Universum atmen und dieses durchfliegen sowie rosa Energiegebilde erzeugen und Energiestöße abfeuern. Ihre Kräfte nutzt Sapphire zumeist, um als Erobererin andere Planeten zu unterwerfen. Daneben ist der Kreuzzug Sapphires – wie aller Zamaronerinnen – eine Misandrie gegen alle männlichen Lebewesen ein häufiges Motiv.
In Green Lantern #16 von 1962 verwandelt sich Carol Ferris, die Freundin von Hal Jordan, erstmals in die feministische Schurkin Star Sapphire. Jordan gelingt es zwar, Carols altes Ich wiederherzustellen. Da Star Sapphire später aber immer wieder die Kontrolle über ihren Körper übernimmt, gehört Carol Ferris in den folgenden dreißig Jahren zu den Hauptwidersachern Jordans. Nachdem eine Frau namens Della Pharon vom Planeten Xanadu vorübergehend die Identität von Star Sapphire übernommen hat, wird Carol – die sich infolge einer Gedankenmanipulation für Pharon hält – nach Xanadu gebracht, wo sie eine Weile Phardons Leben weiterlebt, bis sie von Green Lantern gerettet und zur Erde zurückgebracht wird (Green Lantern #41). In Green Lantern #195 entwickelt Carol, während einer zeitweiligen Heilung von ihrer zweiten Persönlichkeit als Star Sapphire, eine dritte Persönlichkeit: Aus ihrem Geist kann sie fortan unbewusst ein männliches Wesen namens Predator erschaffen, das als ihr Beschützer fungiert. Predator bewahrt die Ferris Werke in der Folge vor solchen Bedrohungen wie dem korrupten Senator Bloch, dem Demolition Team und dem Dämon Eclipso. Carol, die nicht weiß, dass Predator ein Teil von ihr selbst ist, verliebt sich in den Kämpfer, der alles verkörpert, was ihr an Männern gefällt: Stärke, Maskulinität und Zuwendung. Als Jordan und Predator miteinander um Carols Liebe zu kämpfen beginnen, verschmilzt Predator mit Carol zu einer neuen Version von Star Sapphire, die noch weitaus grausamer und bösartiger ist als die ursprüngliche. Während dieser Phase der Besessenheit ermordet sie Arisia, eine Kollegin Jordans aus dem Green Lantern Corps von einem andern Planeten. Noch später werden Predator und Sapphire (weitgehend) von Carol getrennt und zeugen ein Kind miteinander. Der Dämon Neron tötet beide schließlich und nimmt ihr Kind an sich (Extreme Justice #10–11).
In Green Lantern (Vol. 3) #119 von 2000 tilgt Jordan – der mittlerweile gestorben und in ein allmächtiges Wesen namens Spectre verwandelt worden ist – die letzten Bewusstseinsüberreste der toten Star Sapphire aus Carols Körper und Geist, sodass sie sich nie wieder in die Schurkin verwandeln kann.
Im Fernsehen wurde Star Sapphire als Schurkin in mehreren Episoden der Zeichentrickserie Justice League Unlimited (JLU) benutzt. In der Serie arbeitet Sapphire nacheinander als Handlangerin für Lex Luthor, die abtrünnige Amazone Arisia und später für die von Gorilla bzw. Lex Luthor geführte Secret Society of Super-Villains. In der gesamten Serie bleibt unklar, wer sich hinter der Star Sapphire in JLU verbirgt: optisch erinnert sie an Carol Ferris, anders als diese spricht die Star Sapphire in JLU jedoch mit einem britischen Akzent. Als Synchronsprecherin der Figur im amerikanischen Original fungierte die Schauspielerin Olivia d’Abo.

### Traitor
Traitor, alias Devlos Ungol, ist ein außerirdischer Eroberer, der erstmals in Legends of the DC Universe #20 (Autor: M. Zeck, Zeichner: K. Janson) vom September 1999 auftaucht.
In seiner Debütgeschichte wird Traitor als ein Angehöriger eines wilden Volkes von außerirdischen Kriegern identifiziert, der ursprünglich den Namen Devos Ungol trug. Ungol wurde dieser Geschichte zufolge von den Wissenschaftlern seines Heimatplaneten für ein Experiment ausgesucht, das das Ziel hatte, den perfekten Krieger zu erschaffen. Ungols Körper wurde damals auf kybernetische Weise mit einer Rüstung verschmolzen, die aus der Lebenskraft von sterbenden Sternen mit Energie gespeist wird. Auf diese Weise wurde Ungol zu einem schier unbesiegbaren Kämpfer, der im Weltraum atmen und mächtige Energiestrahlen abfeuern kann. Außerdem ist er praktisch unverletzbar und verfügt über nahezu unbegrenzte Stärke. Die Verwandlung von Ungols Körpers ist allerdings auch mit einer geistigen Entwicklung einhergegangen: Die Schmerzen, die er erlitt, als die Rüstung mit seinem Körper verschmolzen wurde, haben in ihm eine Art morbide religiöse Vorstellung heranreifen lassen, die annimmt, dass das Universum keinen Sinn kennt als Schmerz und Leid und dass es daher besser sei, alles Leben und somit das gesamte Universum auszulöschen. In diesem Sinne vernichtet Ungol zunächst seinen Heimatplaneten – wobei sein Volk ihn sterbend zum Verräter (traitor) erklärt – und zieht danach mit einer Armee aus Gleichgesinnten durchs Universum, um einen Planeten nach dem anderen auszulöschen. Bei diesem Unterfangen stellen sich ihm auch immer wieder Green Lanterns in den Weg: So der Beschützer des Raumsektors 2018, Starkaor, der Traitors Flotte vernichtet und ihn auf der Erde des ausgehenden 19. Jahrhunderts stranden lässt. Dann der Nachfolger von Starkaor – der bei seinem Sieg über Traitor tödlich verwundet wurde – Abin Sur, der Traitor und eine Bande von Desperados um den Gauner Bloody Joe Tuscano mit denen dieser sich umgibt, nach hartem Kampf mit Hilfe eines Sheriffs namens Jordan – einem Vorfahren von Hal Jordan – besiegen kann. Abin Sur schrumpft Traitor auf mikroskopische Größe und verbannt ihn so, fast hundert Jahre lang ein Leben in einem Mikrokosmos auf atomarer Ebene innerhalb von Green Lanterns Ring zu leben. Später kann Traitor wieder seine alte Größe erlangen und in die wirkliche Welt zurückkehren, wo er seinen Vernichtungsfeldzug erneut aufnimmt. Er unterliegt schließlich nacheinander im Kampf gegen die Green Lanterns Hal Jordan und Kyle Rayner. Der Letztere besiegt ihn, indem er Traitors Rüstung kurzschließt und ihn so seine gesamte Sternenenergie verbrauchen lässt. Danach begräbt er den unsterblichen Schurken im Kern des Planeten Ramnos. Das Kalkül, das hinter dieser Maßnahme steckt, ist die Hoffnung, dass Traitor dort auf alle Ewigkeit von der Strahlung der Sterne abgeschirmt ist, sodass er seine Rüstung nicht wieder aufladen kann und ohne die Macht seiner Rüstung in seinem Gefängnis im Planetenkern bleiben muss.

## Verfilmungen

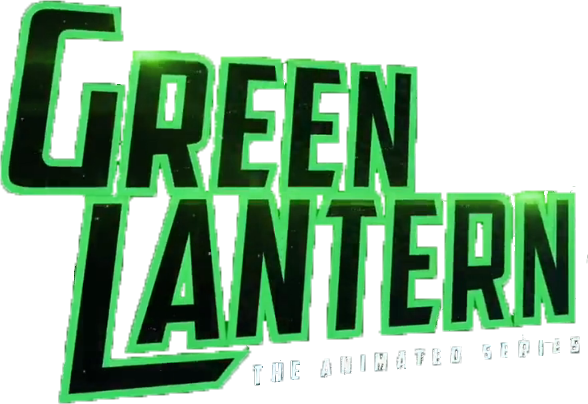
Logo von Green Lantern: The Animated Series

### Zeichentrickfilme
- Green Lantern: First Flight (2009), 74 min.
- Green Lantern: Emerald Knights (2011), 84 min.
- Green Lantern: Beware My Power (2022), 84 min

### Animierte Serie
Von 2011 bis 2013 lief die erste Staffel einer animierten Serie.

### Realfilm
Am 28. Juli 2011 lief die Realverfilmung in den deutschen Kinos an. Regisseur Martin Campbell (Casino Royale) brachte die Geschichte mit Ryan Reynolds als Hal Jordan/Green Lantern auf die Leinwand. Mark Strong (Sinestro), Blake Lively (Carol Ferris), Peter Sarsgaard (Hector Hammond) und Tim Robbins (Senator Hammond) standen ebenfalls auf der Besetzungsliste.